# 格洛斯特 (密西西比州)
格洛斯特（英語：Gloster）是位於美國密西西比州阿米特縣的城鎮。

## 人口
根據2020年美國人口普查的數據，格洛斯特的面積為4.72平方千米，皆為陸地。當地共有人口897人，而人口密度為每平方千米190人。